# イポリト・イリゴージェン
フアン・イポリト・デル・サグラド・コラソン・デ・ヘスス・イリゴージェン・アレム（スペイン語: Juan Hipólito del Sagrado Corazón de Jesús Irigoyen Alem、1852年7月12日 - 1933年7月3日）は、アルゼンチンの政治家、大統領。
1916年に男子普通選挙で選出された初の大統領である。2度大統領に選出されたが、1930年に軍部のクーデターで退任に追い込まれた。

## 概要
急進市民同盟の創設者の一人としてアルゼンチン政界に影響を与え続けた人物である。アルゼンチンは、彼が当選する前まで「保守共和国」と呼ばれる保守主義政権が長らく続き、官僚主義やテクノクラートの腐敗で人々は困窮していた。彼の当選により、中産階級出身でもアルゼンチン大統領になれると気づいた国民はイリゴージェン政権を称賛し、その豊富な第一次産業と第一次世界大戦の中立でアルゼンチンは繁栄を極めた。また、国営鉄道の創設や石油採掘にも携わり、労働組合の権利擁護など左派的な政策を施行していった。
イリゴージェンの思想は「イリゴージェニズモ」と呼ばれ、1940年代を通じてイリゴジェニスタはペロン主義の仲間入りをした。ペロン主義は2023年現在までアルゼンチンに影響を与え続けている政治思想である。

## 経歴
1852年にブエノスアイレスに生まれる。1891年に叔父のレアンドロ・アレムと共に急進市民同盟を設立した。当時イリゴージェンは内向的で表に出ることを厭う性格から"El peludo"（アルマジロ）と呼ばれていた。アレムが自殺した1896年から、急進市民同盟を一人で担うようになり、当時の寡頭支配者による「協約」体制に全面的に反対する政策を採用した。
急進市民同盟は1893年と1905年の二度武装蜂起したが、後にイリゴージェンは非暴力で、投票を全面的にボイコットする「革命的棄権」政策を1912年まで追求した。結果、1912年には当時のロケ・サエンス・ペーニャ大統領に男子普通選挙を実施する「サエンス・ペーニャ法」を承認させることに成功した。

### 大統領
イリゴージェンは普通選挙が導入されてから初の選挙で大統領に選出された。しかし、反対勢力に支配された地方の各州、そして各州の議会により選出される元老院（Argentine Senate）との対立に見舞われた。イリゴージェンは、強情な知事や土着の支配層との闘いで、国家非常事態を発令して連邦政府による介入に訴えた。
イリゴージェン政権下でアルゼンチン経済は繁栄を謳歌していた。第一次世界大戦中は中立を貫き通し、主要な輸出品の肉類や穀類の新市場の開拓や牛肉価格の高騰による恩恵を受けた。また、経済成長の加速のためにエネルギーの自立化を求めるようになった。その結果として国営石油会社のYPFの設立への議会の支持を得て、アルゼンチン軍の近代化を主唱していたエンリケ・モスコーニ将軍をYPF総裁に任命した。また、零細農民への助成金を拡充して、一方で賃金紛争では労働組合に有利な解決をした。
アルゼンチン経済は第一次世界大戦の間、目覚ましい成長を遂げた。「世界の穀倉」として知られ、当時の一人当たり国内総生産は世界で最も高かった。1919年の経済危機の後、官僚制度を拡充させ、都市部の有権者のために公共支出を拡大させた。憲法で再選が制限されていたため、同じ急進市民同盟のマルセーロ・アルベアールを後任の大統領に据えた。
1928年のアルベアールの任期切れによる退任の後、イリゴージェンは圧倒的多数の得票をもって大統領に選出された。しかし、1929年に始まった世界恐慌により、体制変革を求める軍部や労働組合とこれに反対する保守層の動きが顕在化した。その中には、政権によるスタンダード・オイル・オブ・ニュージャージー（後のエッソ）やYPFのサルタ州からボリビアへの原油の密輸取締りの努力への反発があった。

### 失脚と死去
1930年9月6日にはホセ・フェリクス・ウリブル将軍に率いられた軍部のクーデターにより退任せざるを得なくなった。アルゼンチン憲法が制定されてから初のクーデターとなった。イリゴージェンは流刑処分になったものの後に赦されてブエノスアイレスで生涯を閉じた。

## 脚註
1. ↑  The Penguin History of Latin America by Edwin Williamson
2. ↑  Lewis, John. The Crisis of Argentine Capitalism. University of North Carolina Press, 1990.
3. ↑  Wirth, John. The Oil Business in Latin America. Beard Books, 2001.

| 公職                                                       | 公職                                                             | 公職                                                     |
| ---------------------------------------------------------- | ---------------------------------------------------------------- | -------------------------------------------------------- |
| 先代 ビクトリーノ・デ・ラ・プラサ マルセーロ・アルベアール | アルゼンチン共和国大統領 第19代：1916 - 1922 第21代：1928 - 1930 | 次代 マルセーロ・アルベアール ホセ・フェリクス・ウリブル |